# Дзельква
Дзе́льква, или Зельква (лат. Zelkova, с груз. ძელქვა — «каменный столб») — род деревьев семейства Вязовые. Широко распространён в Евразии с третичной эпохи до настоящего времени.

## Ботаническое описание

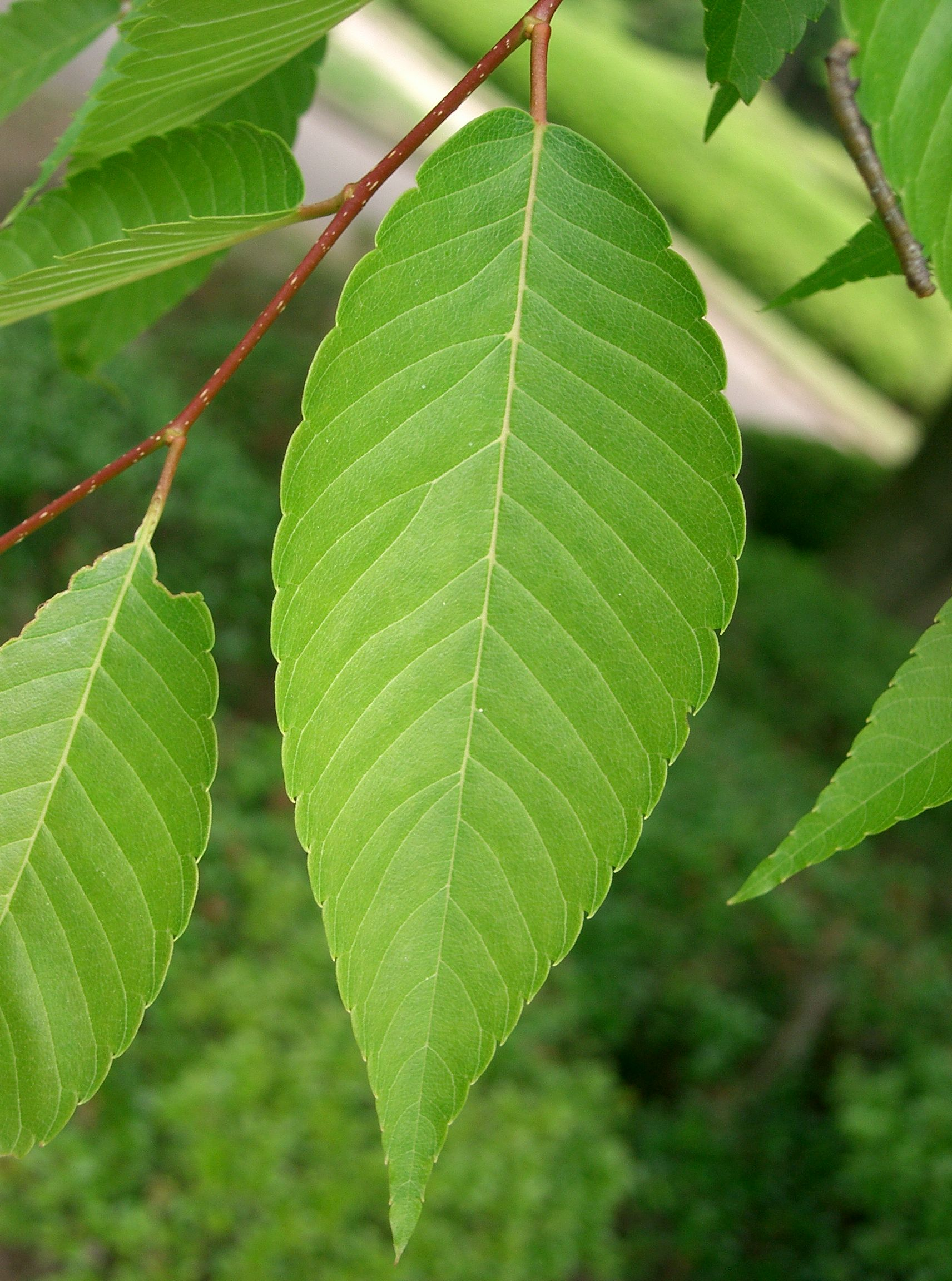
Листья Дзельквы японской

Листопадные деревья до 30 м высотой и со стволом до 2 м в диаметре с густой кроной и чешуйчатой корой. Возраст отдельных экземпляров дзельквы граболистной (Zelkova carpinifolia) в Талышских горах определяют в 800—850 лет. В высоту такие деревья достигают 35—40 м, в диаметре 3—4 м.
Почки яйцевидно-заострённые, с черепитчато расположенными чешуями. Листья простые, очередные, с быстро опадающими прилистниками, яйцевидные или эллиптические, по краю зубчатые, с перистым жилкованием, голые или опушённые, на коротких черешках.
Соцветия пазушные. Цветки мелкие, ветроопыляемые, обоеполые и мужские; околоцветник простой, чашковидный, глубоко 4—5-надрезанный, сохраняющийся; тычиночные цветки в клубочках по 2—5 с 4—5 тычинками, при основании годичных побегов; обоеполые — выше их в пазухах листа, одиночные, с 4—5 тычинками и верхней, одногнёздной, сплюснутой завязью и двумя короткими рыльцами; столбик отсутствует. Гинецей состоит из двух сросшихся плодолистиков, один из которых содержит одну семяпочку, а другой редуцирован и стерилен, верхние части плодолистиков не срастаются и несут на внутренней стороне рыльцевые поверхности. Цветки формируются вместе с листьями в одних и тех же почках, распускаются весной — в начале лета, сразу после развёртывания листьев.
Плод — односемянный, сухой, невскрывающийся, не имеющий крыльев, горбато-яйцевидный орешек 3—6 мм в диаметре. Плоды созревают в конце лета или осенью.
Дзелькве свойственна микориза.
Древесина крепкая, плотная, тяжёлая.

## Распространение
Встречается в Японии, в Центральном и Южном Китае, Передней Азии, Закавказье, на острове Крит. Ареал рода разорванный, что подтверждает древность рода и его более широкое распространение в прошлом.
Дзельква примешивается к дубу каштанолистному в лесах Талышских гор и Ленкоранской низменности на юге Азербайджана.
Дзельква охраняется в Ахметском государственном заповеднике, который находится в Грузии на отрогах Главного Кавказского хребта в районе Кахетинских гор. 

## Практическое использование

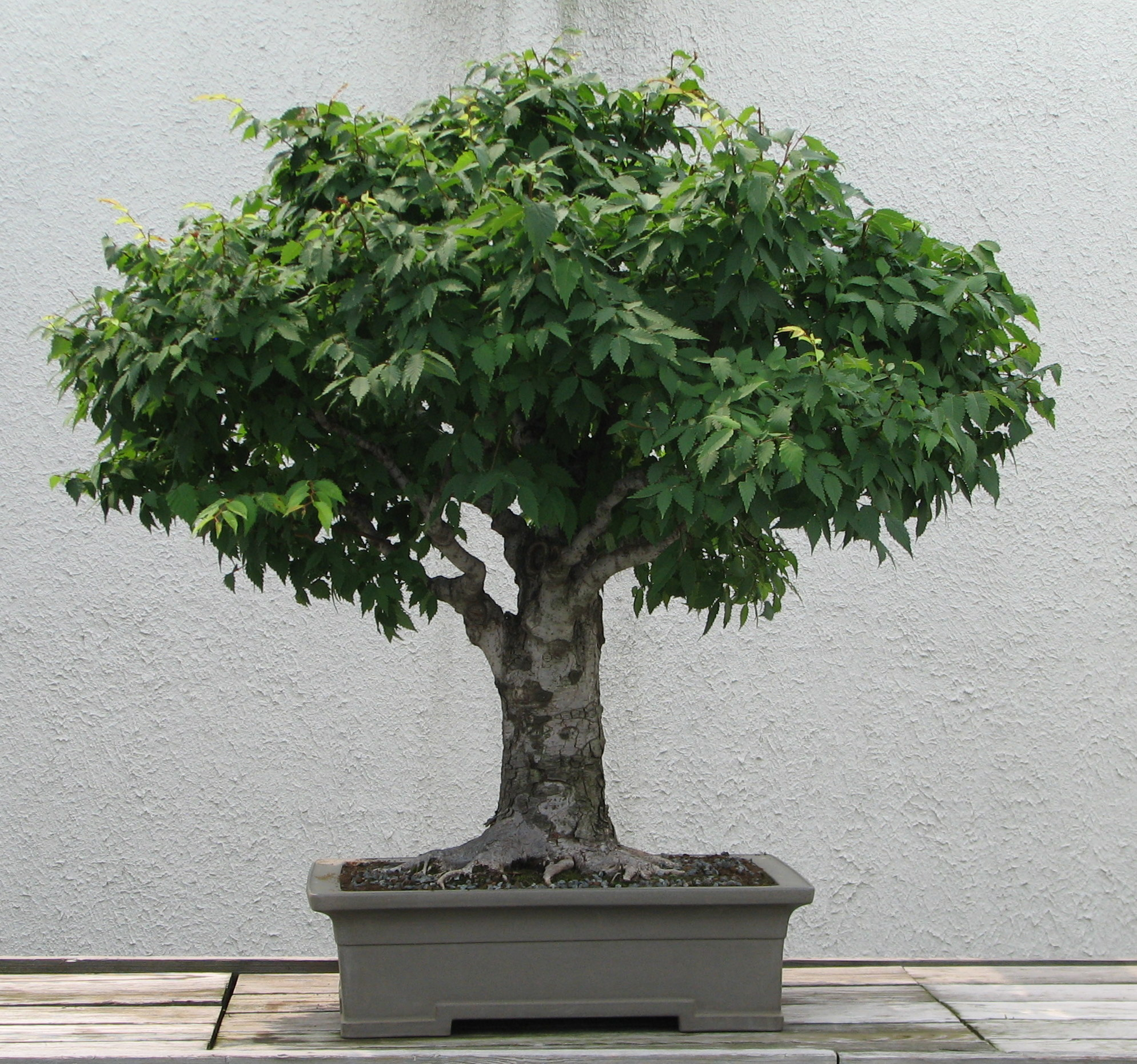
Дзельква японская в бонсай

В ряде горных районов Азии и Закавказья ветви дзельквы заготавливают на корм скоту, из-за этого деревья остаются без веток почти до самой вершины.
Деревья по внешнему виду и листве ценятся как декоративные породы и используются в посадках. Используются они и в искусстве бонсай.
Древесина дзельквы граболистной используется как поделочный материал для производства мебели и фанеры. В прошлом веке древесина дзельквы использовалась как строительный материал, особенно для построек в воде: на сваи, в кораблестроении и для других целей.
По шести старым дзельквам, уничтоженным в ходе Второй Мировой войны (хотя как минимум одно из этих деревьев по воспоминаниям старожилов могло быть и гинкго), назван квартал Токио Роппонги.

## Виды
По информации базы данных The Plant List, род включает 6 видов:
- Zelkova abelicea (Lam.) Boiss.
- Zelkova carpinifolia (Pall.) K.Koch — Дзельква граболистная, или Дзельква каспийская
- Zelkova schneideriana Hand.-Mazz. — Дзельква Шнайдера
- Zelkova serrata (Thunb.) Makino — Дзельква японская, или Дзельква пильчатая
- Zelkova sicula Di Pasq., Garfi & Quézel — Дзельква сицилийская
- Zelkova sinica C.K.Schneid. — Дзельква китайская